# Luv (chanson)
Pour les articles homonymes, voir Luv.
Luv est une chanson de Janet Jackson sorti en tant que single sur l’album Discipline en 2008.